# Đồ cổ

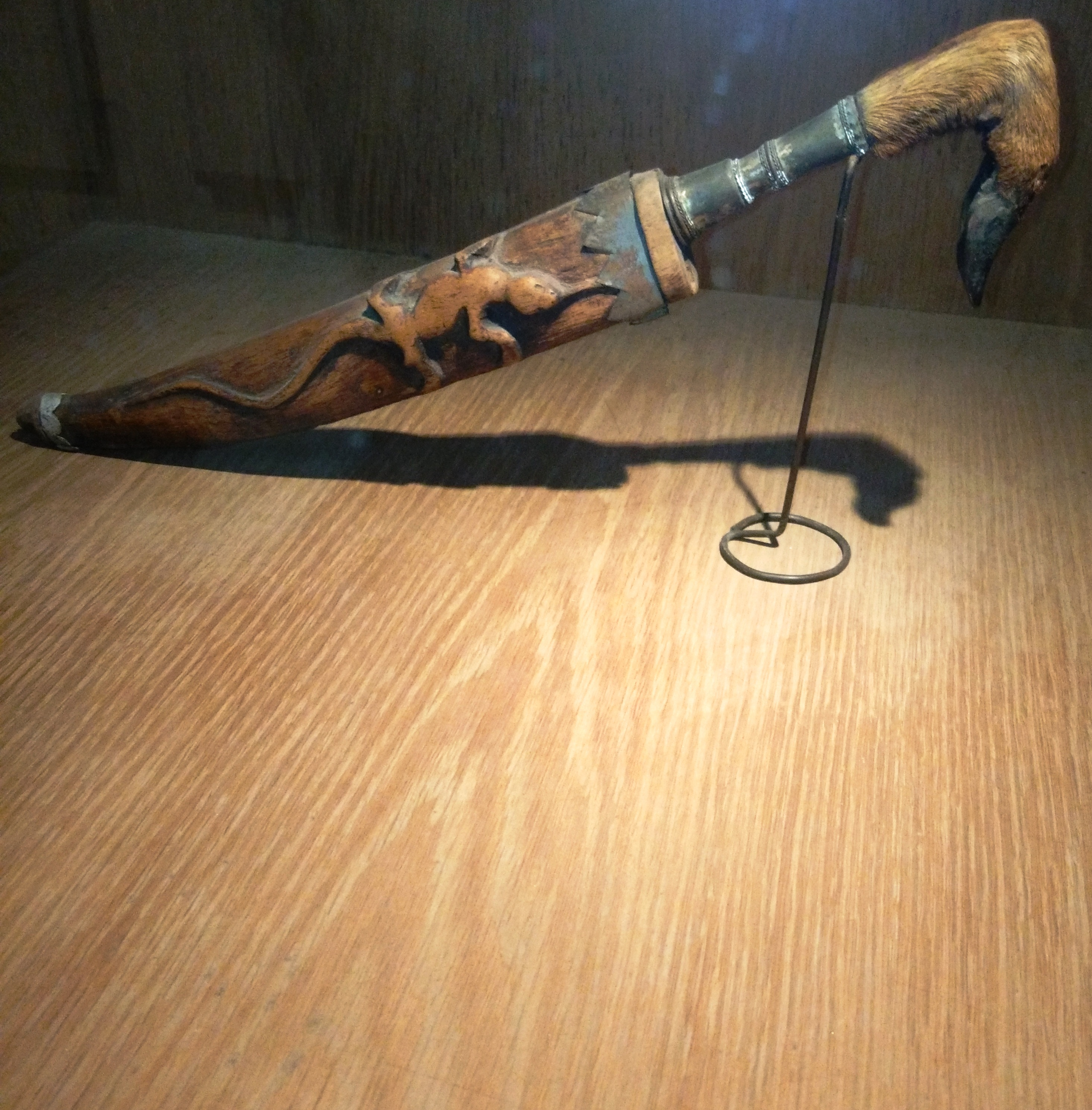
Một món đồ cổ được trưng bày tại Bảo tàng lịch sử Việt Nam

Đồ cổ (Antique) là một món đồ cũ được coi là có giá trị vì ý nghĩa thẩm mỹ hoặc giá trị lịch sử của nó và thường được định nghĩa là có tuổi đời ít nhất 100 năm tuổi (tròn một thế kỷ), mặc dù thuật ngữ đồ cổ cũng thường được sử dụng để mô tả bất kỳ đồ vật cũ kỹ nào đó. Đồ cổ thường là một món đồ được sưu tầm (sưu tầm đồ cổ) hoặc được ưa chuộng vì độ tuổi lịch sử của nó cũng như vẻ đẹp, mức độ quý hiếm (nhiều món đồ là độc nhất vô nhị, có một không hai), tình trạng bảo tồn, tiện ích, mối liên hệ tình cảm cá nhân (kỷ vật) và/hoặc các tính năng độc đáo khác của món đồ đó. Nó là một đồ vật đại diện cho một thời đại hoặc khoảng thời gian trước đó trong lịch sử loài người, trong giới chơi đồ cổ cũng có những cách gọi dùng để chỉ những món đồ đã cũ kỹ nhưng không đáp ứng được tiêu chí 100 năm.
Đồ cổ thường là những đồ vật thuộc nghệ thuật trang trí thể hiện một số mức độ khéo léo tinh xảo thẩm mỹ, khả năng sưu tầm hoặc sự chú ý nhất định đến thiết kế, chẳng hạn như bàn làm việc hoặc ô tô đời đầu, chúng được mua, bán (buôn bán đồ cổ) tại cửa hàng đồ cổ hoặc có thể là ở chợ đen. Những người buôn bán đồ cổ thường thuộc hiệp hội thương mại quốc gia. Đồ cổ gồm đồ nội thất có công dụng thực tế rõ ràng cũng như giá trị sưu tầm, nhiều nhà sưu tập sử dụng những món đồ nội thất cổ trong nhà của họ và chăm chuốt cho chúng với hy vọng giá trị của những món đồ này sẽ được giữ nguyên hoặc nâng cao giá trị và cũng tôn vinh thêm cho giá trị của chủ nhân, trái ngược với thị hiếu mua đồ nội thất mới, đồ nội thất giảm giá. Đồ nội thất cổ bao gồm bàn ăn, ghế, sở, rương và nhiều nón đồ cổ nội thất khác. Phong cách của đồ cổ nội thất thay đổi từ thời kỳ này sang thời kỳ khác.